# Lega calcistica degli Emirati Arabi Uniti 1993-1994
La UAE Football League 1993–1994 è stata la 19ª edizione della massima competizione nazionale per club degli Emirati Arabi Uniti, la
squadra che diventerà campione è lo Sharjah che conquista il suo quinto titolo nazionale nella sua storia. Alla competizione prendono parte 10 squadre.

## Classifica
|                                | Pos. | Squadra       | G  | V  | N | P  | GF | GS | Pt |
| ------------------------------ | ---- | ------------- | -- | -- | - | -- | -- | -- | -- |
| Emirati Arabi Uniti (bandiera) | 1    | Sharjah       | 18 | 12 | 5 | 1  | 34 | 11 | 29 |
| Emirati Arabi Uniti (bandiera) | 2    | Al-Ain        | 18 | 12 | 5 | 1  | 31 | 10 | 29 |
|                                | 3    | Al-Nasr       | 18 | 9  | 5 | 4  | 25 | 20 | 23 |
|                                | 4    | Al-Wasl       | 18 | 7  | 7 | 4  | 28 | 16 | 21 |
|                                | 5    | Al-Ahli Dubai | 18 | 7  | 5 | 6  | 28 | 18 | 19 |
|                                | 6    | Al-Wahda      | 18 | 4  | 7 | 7  | 13 | 21 | 15 |
|                                | 7    | Al-Shabab     | 18 | 3  | 7 | 8  | 21 | 33 | 13 |
|                                | 8    | Al-Jazira     | 18 | 4  | 3 | 11 | 21 | 36 | 11 |
|                                | 9    | Al-Shaab      | 18 | 3  | 5 | 10 | 18 | 34 | 11 |
|                                | 10   | Baniyas       | 18 | 3  | 3 | 12 | 15 | 35 | 9  |

      Ammessa alla finale per il titolo

      Ammessa alla Coppa delle Coppe dell'AFC 1993-1994

      Ammessa alla Campionato d'Asia per club 1994

      Retrocesse nella UAE Second Division 1993-1994

Due punti a vittoria, uno a pareggio, zero a sconfitta.

## Finale per il Titolo
Avendo finito il campionato con lo stesso punteggio lo Sharjah e l'Al-Ain si sono scontrati per decidere la squadra vincitrice del campionato
| Arbitro: | Ali Bujsaim |

|                    |           |  |
| Ismail Mohamed 58’ | Marcatori |  |